# جورج بلومفيلد
جورج بلومفيلد (5 فبراير 1882 بأديلايد في أستراليا - 1 نوفمبر 1958) (بالإنجليزية: George Bloomfield)‏ هو لاعب كريكت أسترالي.

## وصلات خارجية
- جورج بلومفيلد على موقع إي آس بي آن كريك إنفو (الإنجليزية)